# Xysticus gertschi
Xysticus gertschi is een spinnensoort uit de familie van de krabspinnen (Thomisidae).
De wetenschappelijke naam van de soort werd in 1965 gepubliceerd door Robert X. Schick. Hij gaf de naam aan een soort die in 1934 en 1939 door Willis John Gertsch was aangezien voor Xysticus quinquepunctatus Keyserling, 1880 (nu een synoniem van Xysticus cunctator Thorell, 1877), en vernoemde de nieuwe soort naar de auteur die de vergissing maakte.